# Heinrich Rauschelbach
Heinrich Rauschelbach (* 13. Oktober 1888 in Hoya; † 17. Dezember 1978 in Mölln) war ein deutscher Astronom und Feinmechaniker.

## Leben
1916 wurde er an der Sternwarte, als Nachfolger von Otto Kohl, als astronomischer Hilfsassistent eingestellt. 1920 vermittelte er seinem Freund Walter Baade die Assistenzstelle an der Hamburger Sternwarte. 1924 wechselte er an die Deutsche Seewarte in Hamburg. Hier entwickelte er um 1929 ein Messgerät für den Gezeitenstrom.
Kurz vor dem Zweiten Weltkrieg ließ er von der Mechanoptik-Gesellschaft für Präzisionstechnik, Erich Aude & Ernst Reipert die größte Gezeitenrechenmaschine bauen. Sie war 1935 vom Reichsministerium für Seefahrt angefordert und 1938 im Marineobservatorium in Wilhelmshaven errichtet. Darin werden 62 Teiltiden verwendet, die mit einem 38 m langen Metallband aus einer temperaturstabilen Speziallegierung summiert werden. Das Gerät ist 7,5 m lang, 2 m hoch und ca. 7 t schwer.

## Veröffentlichungen
- Beobachtungen des Kometen 1911f (Quénisset); In: Astronomische Nachrichten; Volume 193 Issue 4, Pages 55–58[7]
- Divisionstafel enthaltend drei- oder vierziffrige Quotienten aller ein- bis dreiziffrigen Dividenden und aller zweiziffrigen Divisoren; 1918
- Die Grenzgebiete Kameruns im Süden und Osten: hauptsächlich auf Grund der Ergebnisse der Grenzexpeditionen; mit Hugo Marquardsen; E.S. Mittler und Sohn, 1920
- Die Grenzgebiete Kameruns im Süden und Osten: Kabeltelegraphische Längenübertragung zwischen Duala (Kamerun) und Lome (Togo); Mitteilungen aus den deutschen Schutzgebieten / Ergänzungshefte; Mittler, 1920
- Harmonische Analyse der Gezeiten des Meeres; 1924
- Harmonische Analyse der Gezeiten des Meeres eine Weiterentwicklung des Börgenschen Verfahrens; 1924
- Die deutsche Gezeitenrechenmaschine; Sonderabdruck aus der Zeitschrift für Instrumentenkunde. 1924. 44. Jahrgang Heft 7. S. 285–303
- Beschreibung eines bifilar aufgehängten, an Bord elektrisch registrierenden Strommessers; 1929